# Entephria borearia
Entephria borearia là một loài bướm đêm trong họ Geometridae.